# Garanhunsa pectanalis
Genre
Espèce
Garanhunsa pectanalis, unique représentant du genre Garanhunsa, est une espèce d'opilions laniatores de la famille des Zalmoxidae.

## Distribution
Cette espèce est endémique du Pernambouc au Brésil. Elle se rencontre vers Garanhuns et Gaibu.

## Description
Le mâle holotype mesure 2,5 mm.

## Publication originale
- Roewer, 1949 : « Über Phalangodiden I. (Subfam. Phalangodinae, Tricommatinae, Samoinae.) Weitere Weberknechte XIII. » Senckenbergiana, vol. 30, p. 11–61.